# Apor család (altorjai)
A altorjai báró és gróf Apor család egy Erdély történetében jelentős szerepet játszott magyar történelmi család. Altorjai gróf Apor István (1638–1704) Erdély kincstartója halálával kihalt a család grófi ága.

## Története
A család eredete tisztázatlan, csak a 15. századtól igazolható a leszármazás oklevelekkel. Ősi lakhelyük Bálványosvár, a 16. század végétől azonban már Torján laktak. Innen vették előnevüket is. 1506-ban Apor István követet még bálványosi lakosként említik, később András telepedett át Torjára, ahol feleségével tíz gyermeket neveltek. Az egyik a gyerekei közül Lázár, aki Kézdiszék alkirálybírája volt, a másik István, többek között főkirálybíró, kincstárnok és hadvezér, aki Erdély leggazdagabb embere volt I. Apafi Mihály idejében. István 1693. május 1-jén bárói, 1696. február 23-án pedig grófi címet kapott, de vele egyszersmind ki is halt a család grófi ága. A jelenleg is élő bárói ág Apor Péter személyében nyerte főnemesi címét 1713. január 13-án.

## Jelentősebb családtagok
- Apor Gábor (1851–1898) Nagy-Küküllő vármegye főispánja, külügyi államtitkár
- Apor Károly (1815–1885) politikus, az erdélyi főtörvényszék elnöke
- Apor Péter (1676–1752) háromszéki főkirálybíró, történetíró
- Apor Vilmos (1892–1945) boldoggá avatott győri megyés püspök
- Apor László borvízkereskedő, a kommunista rendszer alatt 1951-től Dobrudzsában politikai fogságba került.[1]
- Apor Csaba (1921–2023) erdélyi agrármérnök, vagyona 90%-át visszaszerző egykori kitelepített.[2][3]

## Kastélyok
A családnak Erdélyben Altorján, Kovászna megyében (régen Háromszék vármegye) és Abosfalván, Maros megyében volt kastélya.

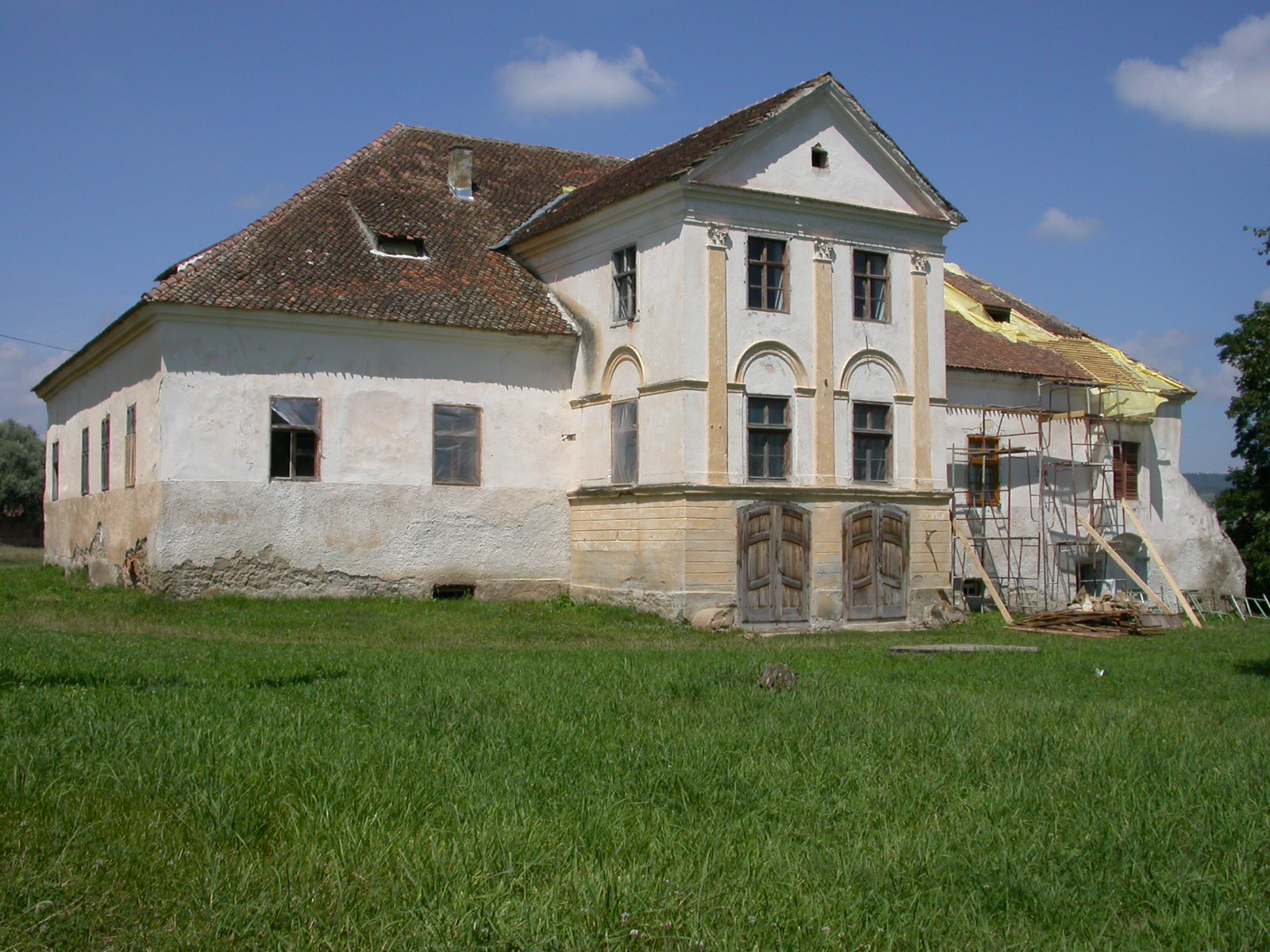
Az altorjai Apor-kúria
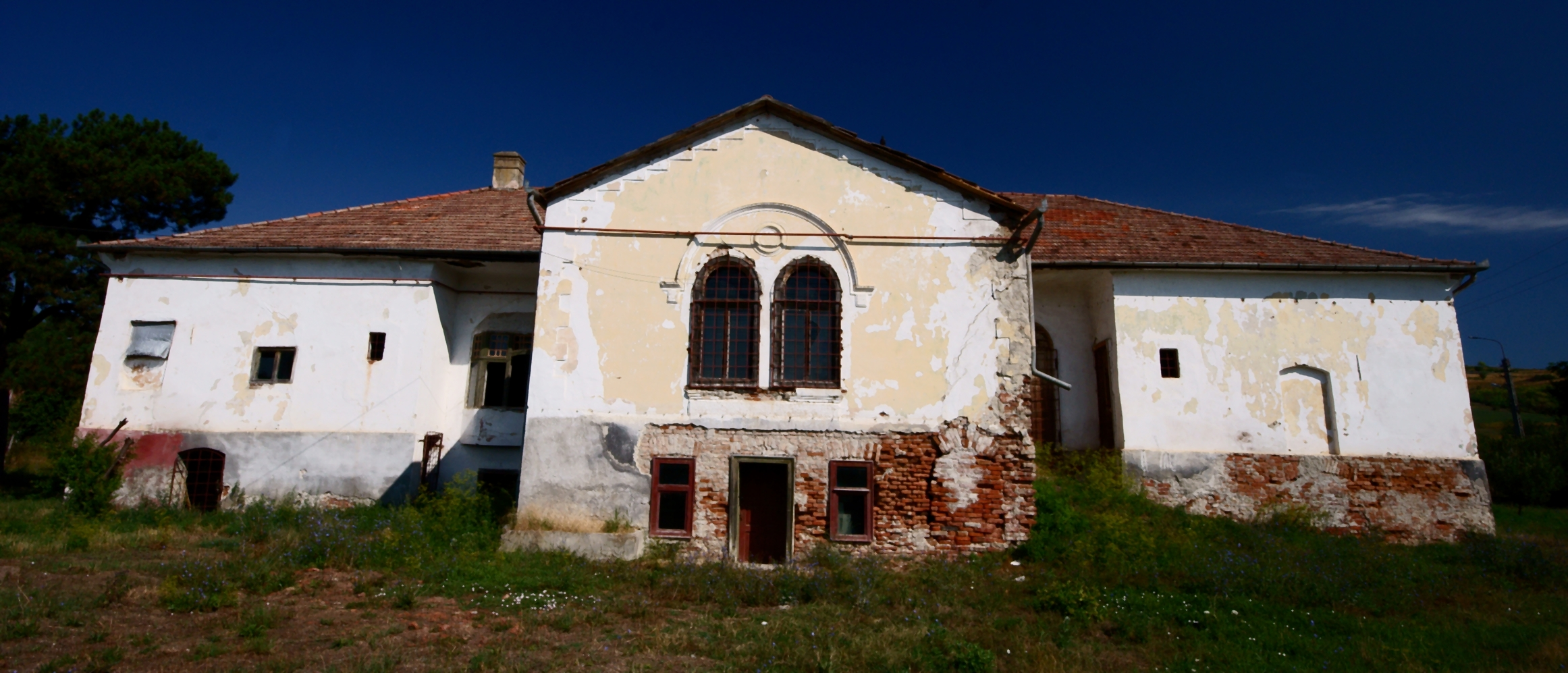
Az abosfalvi kastély